# Horti Leonini

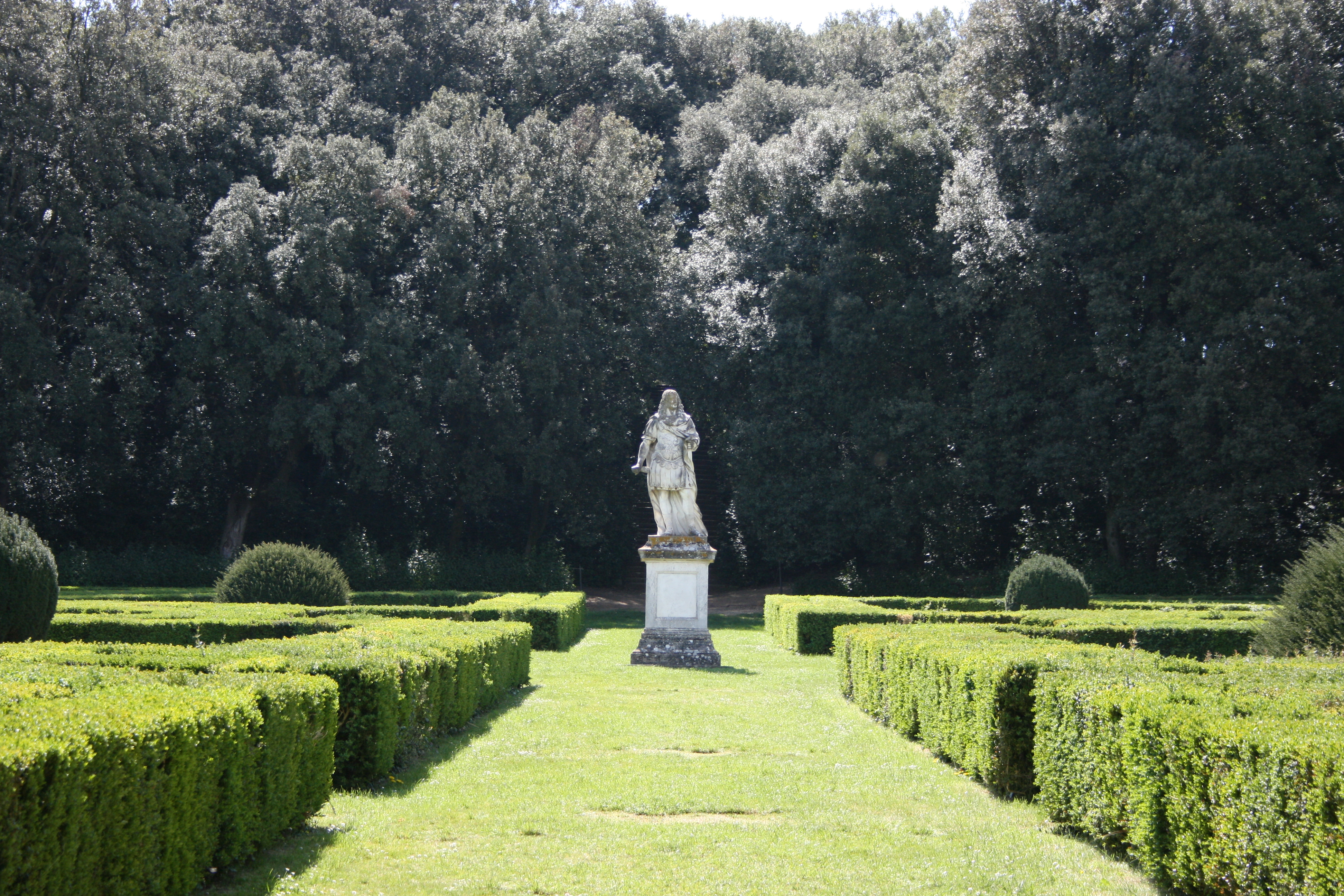
Monumento a Cosimo III de' Medici, negli Horti Leonini.

Gli Horti Leonini sono un giardino pubblico situato negli antichi baluardi di San Quirico d'Orcia (provincia di Siena). Gli Horti hanno mantenuto fino ad oggi la struttura originaria, costituendo un esempio ben conservato di classico giardino all'italiana del XVI secolo e un modello di sistemazione a parco ripreso nei secoli successivi.

## Storia
Sorti intorno al 1581 su un terreno che Francesco I de' Medici aveva donato a Diomede Leoni, prendono il nome dal loro proprietario.
Il Diomede Leoni realizzò un giardino senza villa e dunque non come luogo di delizie riservato a pochi, come si usava fare in età rinascimentale, ma piuttosto, come dichiara in una sua celebre lettera al granduca Ferdinando de’ Medici, come giardini “che tornano a qualche comodità ancora delli viandanti…”. Dunque, un caso singolarissimo di giardini realizzati, a ridosso dell'antica pieve di Santa Maria Assunta, già nota come Santa Maria ad hortos, e con lo Spedale della Scala vicino, per l'ospitalità dei pellegrini.
San Quirico era infatti, fin dal 990, come attestato dal diario di viaggio dell'arcivescovo di Canterbury Sigerico, una statio importantissima della Francigena, perché di lì a poco la strada entrava nel dominio papale dello Stato della Chiesa.
Gli Orti Leonini, che sono dal 1975 di proprietà del Comune di San Quirico d'Orcia, vengono regolarmente aperti al pubblico ogni giorno. L'impianto si è mantenuto inalterato fino ad oggi attraverso una serie d'interventi conservativi operati dal Comune, sotto la direzione della Soprintendenza per i Beni Ambientali e Architettonici per le province di Siena e Grosseto.
Nel 2020 sono state eseguite delle imponenti opere di potatura e eradicazione dei lecci posti lungo la scalinata, tali lavori si sono resi necessari per l'instabilità che questi alberi avevano assunto durante gli anni, con il pericolo di nuocere ai turisti che si avvicinavano per vederli. Al lavoro di eradicazione è seguito quello di piantagione di alberi più nuovi e la realizzazione di un nuovo impianto di illuminazione per rendere il giardino visitabile anche di notte.

## Descrizione
La conformazione del terreno ha influenzato la distribuzione del giardino che si divide in due zone, quella inferiore più artificiale, e quella superiore più naturale. La zona inferiore, alla quale si accede tramite un piccolo cortile a mattoni, è recintata da muri e da lecci potati. Questa zona, composta da aiuole triangolari bordate da una doppia siepe di bosso, reca al centro la statua di Cosimo III de' Medici, scolpita da Giuseppe Mazzuoli (1688),  proveniente da palazzo Chigi Zondadari.
La composizione a raggiera è movimentata ulteriormente dalla diversa altezza con la quale sono potate le fasce di bosso che delimitano ciascuna aiuola. Il lungo viale, che taglia simmetricamente il giardino formale, conduce ad una scala che lo collega ad un piazzale erboso.
Il disegno fortemente scenografico del parterre degli Horti Leonini è stato dagli studiosi interpretato come una croce di Malta. La croce ottagona è basata sulle croci usate sin dalla prima crociata.
Le sue otto punte possono simboleggiare le beatitudini:
- Beati	i poveri in spirito, perché di essi è il Regno dei cieli
- Beati	i miti, perché possederanno la Terra
- Beati	gli afflitti, perché saranno consolati
- Beati	coloro che hanno fame e sete di giustizia, perché saranno saziati
- Beati	i misericordiosi, perché troveranno misericordia
- Beati	i puri di cuore, perché vedranno Dio
- Beati	gli operatori di pace, perché saranno chiamati figli di Dio
- Beati	i perseguitati per amore della giustizia, perché di essi è il regno dei cieli

oppure alcune importanti virtù cristiane:
- Lealtà
- Pietà
- Franchezza
- Coraggio
- Gloria ed onore
- Disprezzo per la morte
- Solidarietà verso i poveri ed i malati
- Rispetto per la Chiesa

Dunque, il giardino rinascimentale del Leoni può essere considerato come un luogo che ha una sua sacralità trasmessa dal simbolismo del verde geometrico e che al tempo stesso ha assolto e assolve un compito misericordioso di accoglienza e di ristoro per i pellegrini stanchi del loro viaggio.
Forse è anche questa la ragione per cui per molti anni, fino a poco tempo fa, lì si è svolta la più importante e la più antica festa religiosa del paese, quella dedicata alla Madonna di Vitaleta, alla quale il popolo sanquirichese è tradizionalmente molto devoto.
Il piazzale, dove sorgeva una torre medievale andata distrutta durante l'ultima guerra mondiale, è posto al centro di un bosco di lecci secolari attraversato da sentieri tortuosi. Il viale di confine con l'abitato, che fiancheggia il giardino inferiore e la parte bassa del bosco, porta ad un altro ingresso cinquecentesco e ad una piccola e preziosa area, denominata comunemente Giardino delle Rose, situata nell'angolo est delle mura e costituita appunto da ricchi cespugli di rose.
Tra le sculture presenti nel parco, caratterizzate da una connotazione simbolica, si notano due teste leonine poste sui portali d'ingresso, e la testa di Giano bifronte collocata al confine tra il selvatico e il giardino formale. Le prime alludono sia al nome che alla potenza del proprietario, mentre la testa di Giano sottolinea la diversità dei due luoghi di cui segna il limite.
Alcune iscrizioni collocate nel parco sono di gusto classico e celebrano le bellezze dell'otium e della vita in campagna. Tra gli annessi presenti si evidenziano una piccola abitazione addossata alle mura ed un caseggiato rustico posto nella parte alta.